# شیمو ناوارو
شیمو ناوارو (انگلیسی: Ximo Navarro؛ زادهٔ ۲۳ ژانویهٔ ۱۹۹۰) بازیکن فوتبال اهل اسپانیا است که در پست دفاع راست برای دپورتیوو لا کرونیا بازی می‌کند.